# Hampden-Sydney College
Hampden-Sydney College – założony w 1775 roku amerykański college humanistyczny, znajdujący się w Hampden Sydney. Jest najstarszą uczelnią w południowych stanach.